# Neuhaus am Rennweg

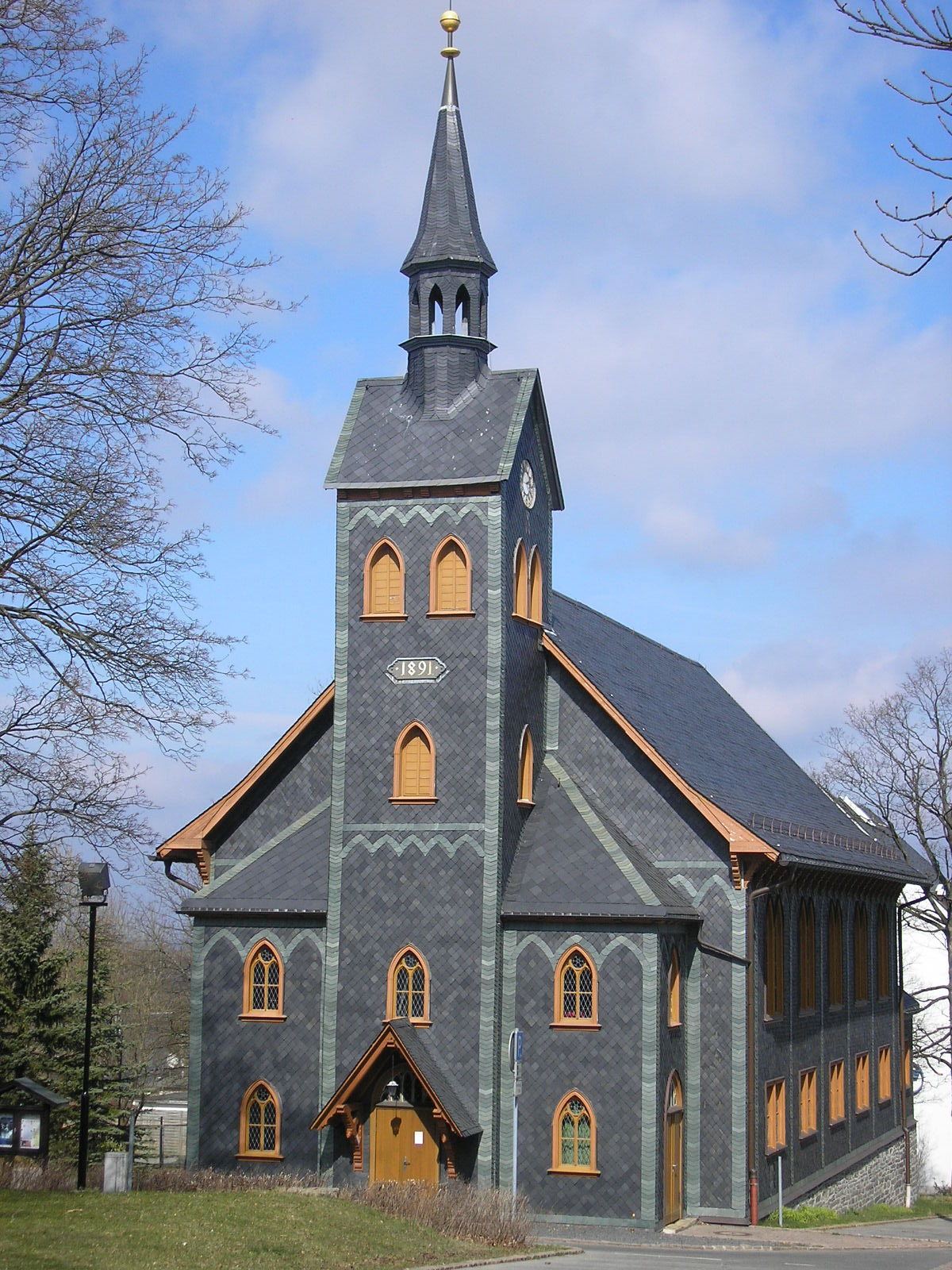
Biserica orăşenească

Neuhaus am Rennweg este un oraș din districtul Sonneberg, landul Turingia, Germania.
1. ↑  Alle politisch selbständigen Gemeinden mit ausgewählten Merkmalen am 31.12.2018 (4. Quartal) (în germană), Statistisches Bundesamt[*], arhivat din original la 10 martie 2019, accesat în 10 martie 2019
2. ↑   https://www.neuhaus-am-rennweg.de/, accesat în 20 august 2021 Lipsește sau este vid: |title= (ajutor)